# Prix Versailles 2016
Il Prix Versailles 2016, 2ª edizione del Prix Versailles, ha premiato nove vincitori in tre categorie: esercizi commerciali, hotel e ristoranti.
I premi sono stati assegnati presso l'UNESCO il 27 maggio 2016.

## Giuria mondiale
| Nome                                           | Funzione                                            | Nazionalità |
| ---------------------------------------------- | --------------------------------------------------- | ----------- |
| Paul Andreu                                    | Architetto                                          | Francia     |
| Guo Pei                                        | Stilista                                            | Cina        |
| Toyoo Itō                                      | Architetto                                          | Giappone    |
| Gilles Lipovetsky                              | Filosofo                                            | Francia     |
| François de Mazières (presidente della giuria) | Sindaco di Versailles                               | Francia     |
| Anne-Sophie Pic                                | Chef                                                | Francia     |
| Rudy Ricciotti                                 | Architetto                                          | Francia     |
| Minja Yang                                     | Ex-vicedirettore del Centro del patrimonio mondiale | Giappone    |

## Palmarès
Esercizi commerciali
| Premio o menzione | Progetto              | Sede      | Paese   | Architetto o designer | Paese       |
| ----------------- | --------------------- | --------- | ------- | --------------------- | ----------- |
| Prix Versailles   | Alexander McQueen     | Parigi    | Francia | David Collins Studio  | Regno Unito |
| Menzione Interni  | Ganjam                | Bangalore | India   | RDAI                  | Francia     |
| Menzione Esterni  | TOG - Philippe Starck | San Paolo | Brasile | Triptyque             | Brasile     |

Hotel
| Premio o menzione | Progetto         | Sede      | Paese    | Architetto o designer | Paese   |
| ----------------- | ---------------- | --------- | -------- | --------------------- | ------- |
| Prix Versailles   | Phum Baitang     | Siem Reap | Cambogia | AW²                   | Francia |
| Menzione Interni  | Les Bains        | Parigi    | Francia  | Tristan Auer          | Francia |
| Menzione Esterni  | Dasavatara Hotel | Tirupati  | India    | SJK Architects        | India   |

Ristoranti
| Premio o menzione | Progetto                | Sede     | Paese       | Architetto o designer            | Paese       |
| ----------------- | ----------------------- | -------- | ----------- | -------------------------------- | ----------- |
| Prix Versailles   | Dasavatara - Lotus Cafe | Tirupati | India       | SJK Architects                   | India       |
| Menzione Interni  | L'Amico                 | New York | Stati Uniti | Jun Aizaki Architecture & Design | Stati Uniti |
| Menzione Esterni  | Hanoi Cà Phê            | Parigi   | Francia     | Officine Architecture            | Francia     |